# La Voix sans visage
Pour plus de détails, voir Fiche technique et Distribution.
La Voix sans visage   est un film français réalisé par Leo Mittler, sorti en 1933.

## Fiche technique
- Titre : La Voix sans visage
- Titre alternatif : La voix du châtiment
- Réalisation : Léo Mittler
- Scénario : Jean Masson
- Dialogues : Alexandre Arnoux
- Photographie : Eugen Schüfftan et Henri Janvier
- Musique : Michel Michelet et René Sylviano
  - Chansons du film : "Je lève le pied" chantée par Mme. Margo Lion[1] - "À quoi bon !" (valse) et " Tu m'as quitté" (tango) chantées par Lucien Muratore[2]
- Son : Joseph de Bretagne
- Société de production : Vandor-Film
- Directeur de production : Constantin Geftman
- Sociétés de distribution : Films de la Pléiade - Films du jeudi
- Pays de production :  France
- Format : Noir et blanc — 35 mm — 1,37:1 — Son : Mono
- Genre  : Comédie dramatique
- Durée : 95 minutes (1 h 35)
- Dates de sortie : 
  - France : 25 novembre 1933[1]

## Distribution
- Lucien Muratore : Pierre Saltore
- Véra Korène : Estelle
- Jean Servais : Gérard
- Simone Bourday : Jeanne
- Georges Flamant : André Sourdois
- Odette Barencey
- Sylvia Bataille
- Aimé Clariond : Maître Clément
- Henri Darbrey: le domestique
- Jean Gobet : le domestique
- Madeleine Guitty : une invitée
- Margo Lion : la chanteuse
- Véra Markels
- Max Maxudian : le président
- Teddy Michaud